# 繆澄流
繆澂流（1901年—1990年12月11日）字開源，盛京将軍管轄区奉天府開原县人，中華民国军事将领。

## 生平
1923年（民国12年）冬，繆澂流入東三省陸軍講武堂步兵科第5期，1925年（民国14年）毕业。此後，他参加張作霖所率奉军，因作战勇猛升任旅長。
張学良东北易幟後的1929年（民国18年）8月，繆澂流任東北陸軍第16旅旅長。1933年（民国22年），任国民革命軍第116師師長。1935年（民国24年）4月，获授陸軍少将銜。1936年10月，获授陸軍中将銜。同年12月，張学良发动西安事变，繆澂流同張学良联署通電。
西安事变和平解決後，張学良的東北軍解体，繆徵流丧失军事指揮权。1938年（民国27年）7月，任江蘇省政府委員。1940年（民国29年）5月，获任命为熱河省政府主席。当时熱河省政府实际并不存在。
1940年夏，因李亚藩（原为繆澂流的副官长，后任日本支持的兴亚建国军鲁苏地区总司令）勸降，国民革命军第57军（军长繆澂流）第111师（师长常恩多）333旅（旅长万毅）666团（团长刘晋武）1营2连连长王明德、机枪连连长郝继贤率领两个连投向赣榆县桃林镇的伪军。繆澂流乃同第57军副军长朴炳珊决定和日军讲和，通过与日军鹫津师团谈判，达成了互不侵犯、共同防共密约。常恩多、万毅闻讯，于同年9月22日率部发动九二二锄奸，扣押了副军长朴炳珊以下全体人员，繆澂流暫時逃脱，不過之後繆澂流被撤職看押。
1941年（民国30年），繆澂流担任胡宗南手下的西北遊撃幹部訓練班教育長。後来，他担任中央訓練团团長。
第二次国共内战中，中国国民党敗北，繆澂流随国民党逃往台湾。在台湾，他信仰佛教。
1990年（民国79年）12月11日，繆澂流病逝于台北市。享年90岁。